# Jabier Muguruza
Jabier Muguruza Ugarte (Irún, 30 de agosto de 1960) es un músico y escritor nacido en Irún. Es hermano mayor de los también músicos Fermin e Iñigo Muguruza y, al igual que sus hermanos, su lengua de expresión, tanto musical como literaria, es el euskera.
Aunque desde los cinco años comenzó a tocar el acordeón, su carrera musical empezó en 1989, senso estricto, al grabar su primer disco "Ja, ja", un trabajo destinado al público infantil. En 1990 fundó el grupo de pop-jazz Les Mecaniciens, con los que publicó tres álbumes. En 1993 el grupo se disuelve, pero Jabier empieza entonces su carrera como cantautor, con una música con toques de rock, pop y jazz. En 1996, y de manera paralela a su faceta de cantautor, forma junto a Sergio Ordóñez y su hermano Iñigo el grupo Joxe Ripiau, con los que publicó cuatro álbumes hasta su disolución en 2000. A lo largo de su carrera en solitario ha publicado un total de veintiún álbumes, muchos de ellos aclamados por la crítica musical.
Jabier Muguruza a lo largo de su carrera ha recibido diversos premios y reconocimientos: Premio de la Música (en tres ocasiones), Premio Barnasants, Premios MIN, Vilaseca, profesor en la escuela de Paul McCartney en Liverpool...
Como cantautor ha defendido su obra en Europa, Asia, África y América.
En el año 2005 crea el sello musical "Mara mara diskak", para publicar discos destinados al público infantil. Los últimos años está centrado en esa labor.
Su carrera literaria comenzó a principios de los 90, fundando el grupo literario Emak Bakia junto a Bernardo Atxaga, Ruper Ordorika y Jose Mari Iturralde, entre otros. En 1994 publicó Sei lagun, sei sekretu, su primer libro de literatura infantil. A este siguieron otros siete libros infantiles y tres para adultos.

## Discografía

### Con Les Mecaniciens
- Erabakia (Elkar, 1991)
- Ia Xoragarria (Elkar, 1992)
- Euskadi jende gutxi (Esan Ozenki, 1993)

### Con Joxe Ripiau
- Positive Bomb (Esan Ozenki, 1996)
- Karpe Diem (Esan Ozenki, 1997)
- Paradisu Zinema (Esan Ozenki, 1998)
- Bizitza Triste eta Ederra (Esan Ozenki, 2000)

### En solitario
- Ja, ja (IZ, 1989) (Interpretado por voces infantiles, y usualmente excluido de la lista)
- Boza barruan (Elkar, 1994)
- Kitarra bat nintzen (Elkar, 1996)
- Aise (Elkar, 1997)
- Fiordoan (Esan Ozenki, 1999)
- Hain guapa zaude (Metak, 2001)
- Enegarren postala (Resistencia, 2003)
- Liverpool-Gernika (Hirusta Records, 2004)
- Abenduak 29 (Resistencia, 2005)
- "Nire gorputza" (Mara mara, 2005)
- Konplizeak (Elkar, 2007)
- Taxirik ez (Resistencia, 2009)
- Bikote bat (Resistencia, 2011).
- Beste hogei (Resistencia, 2013).
- Tonetti anaiak (Resistencia, 2015)
- Leiho bat zabalik (Resistencia, 2017)
- Geltokiak izarretara (Barnasants, 2019)
- Oker (Txakurra da) (Mara mara, 2020)
- Dodoa (Mara mara, 2021)
- Txitxarroa eta atuna (Mara mara, 2023)
- Lagun batek esan dit (Mara mara, 2024)

## Obra literaria
- Sei lagun, sei sekretu (Igela, 1994)
- Gabon Guanito (Igela, 1995)
- Bizitza pusketak (Erein, 1996)
- Laura kanpoan da (Erein, 1999)
- Sebas lehiotik begira (Igela, 2001)
- Zubi misteriotsuan (Erein, 2001). Ilustrador: Manu Ortega.
- Asteburu bat tren zaharrean (Erein, 2004). Ilustrador: Manu Ortega
- Amapola oporretan (Erein, 2005). Ilustrador: Jokin Mitxelena.
- Jon eta zaldiak (Erein, 2009). Ilustrador: Mari Mar Agirre
- Hilen logika ezkutua (Erein, 2014)
- Jajatxo (Denonartean, 2023). Ilustradora: Concetta Probanza
- Julen eta Helene (Denonartean, 2025). Ilustrador: Jokin Mitxelena.